# The Journey (Jessica Mauboy-album)
The Journey er en CD/DVD fra Australian Idols nummer to i 2006, Jessica Mauboy. Den indeholder optagelser af alle hendes live-optrædener fra hendes tid i top-12 på Australian Idol.

## Trackliste

### CD
1. "Walk Away" (Kelly Clarkson, Kara DioGuardi, Chantal Kreviazuk, Raine Maida) – 1:43
  - Original sang af Kelly Clarkson
2. "Another Day in Paradise" (Phil Collins) – 2:41
  - Original sang afPhil Collins
3. "Impossible" (Alicia Keys) – 2:39
  - Original sang af Christina Aguilera
4. "Together Again" (René Elizondo, Jr., Janet Jackson, Jimmy Jam and Terry Lewis) – 2:30
  - Original sang af Janet Jackson
5. "Beautiful" (Linda Perry) – 2:13
  - Original sang af Christina Aguilera
6. "On the Radio" (Giorgio Moroder, Donna Summer) – 2:36
  - Original sang af Donna Summer
7. "Butterfly" (Walter Afanasieff, Mariah Carey) – 2:20
  - Original sang af Mariah Carey
8. "Have You Ever" (Diane Warren) – 3:03
  - Original sang af Brandy
9. "Karma" (Keys, Kerry Brothers, Jr., Taneisha Smith, Stevie Wonder) – 2:13
  - Original sang af Alicia Keys
10. "To Sir, with Love" (Don Black, Mark London) – 2:50
  - Original sang af Lulu
11. "Words" (Barry Gibb, Maurice Gibb, Robin Gibb) – 3:19
  - Original sang af Bee Gees

### DVD
1. "Stickwitu" (Frannie Golde, Kasia Livingston, Robert D. Palmer) – 1:49
  - Original sang af Pussycat Dolls
2. "Walk Away" – 1:38
3. "Beautiful" – 2:02
4. "Another Day in Paradise" – 2:32
5. "On the Radio" – 2:31
6. "Have You Ever" – 2:46
7. "What the World Needs Now" (Burt Bacharach, Hal David) – 3:51
  - Original sang af Jackie DeShannon
8. "Crazy in Love" (Rich Harrison, Beyoncé Knowles, Eugene Record, Jay-Z) – 2:17
  - Original sang af Beyoncé featuring Jay-Z
9. "Words" – 3:10
10. "Butterfly – 2:09
11. "Karma – 2:10
12. "When You Believe" (Babyface, Stephen Schwartz) – 2:40
  - Original sang af Whitney Houston and Mariah Carey
13. "To Sir, with Love" – 2:41
14. "Night of My Life" (Adam Reily) – 3:28
  - Original sang af Damien Leith og Jessica Mauboy
15. "Impossible" – 2:22
16. "Together Again" – 2:28